# Ernst-Lemmer-Haus

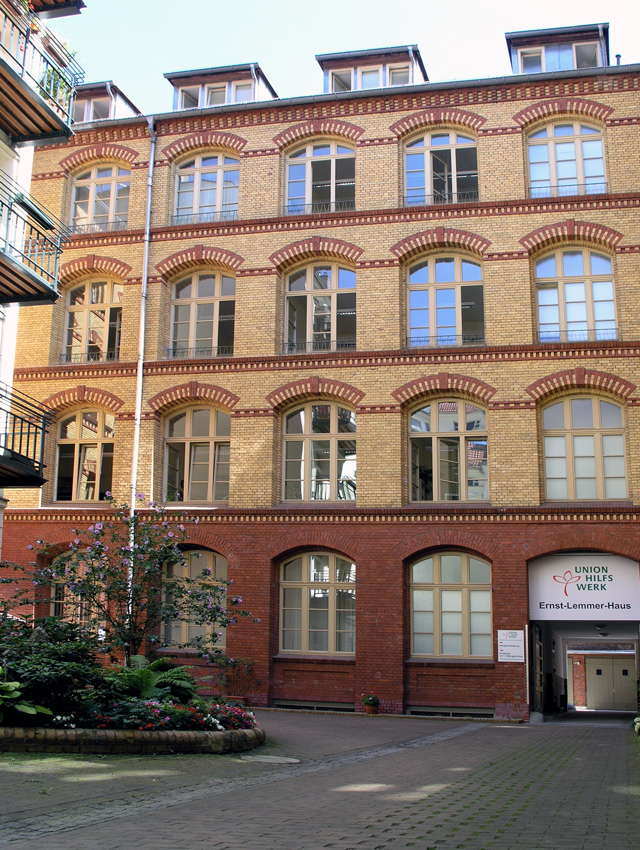
Ernst-Lemmer-Haus in Berlin-Friedrichshain

Das nach dem deutschen Politiker Ernst Lemmer (DDP bzw. DStP, später CDU) benannte Ernst-Lemmer-Haus ist ein zum Bürohaus umgenutztes ehemaliges Fabrikgebäude im Berliner Ortsteil Friedrichshain, Richard-Sorge-Straße 21a. Es beherbergt die Hauptverwaltung der Unionhilfswerk-Gesellschaften sowie des Landesverbands Berlin e. V.

## Historische Nutzung
Das Gebäude mit den zwei Höfen wurde von dem Architekten Reinhard Brehm als Wohnhaus mit Fabrikgebäude für eine Bonbon-, Marzipan- und Schokoladenfabrik entworfen und 1896–1897 als einer der ersten Bauten im Südteil der Straße erbaut, die damals noch Tilsiter Straße hieß. Bereits 1905 wurde das Gebäude durch eine Klinik übernommen und die Süßwarenproduktion eingestellt. Ab 1922/1923 nutzte die Firma Osram das Gebäude und ab 1926/1927 die Norddeutsche Schriftgießerei.

## Aufbau, Architektur und Struktur
Der Gebäudekomplex besteht aus zwei Teilen. Das Wohnhaus (Nr. 22) ist mit verschiedenen Verzierungen im Stil des Rokoko bestückt, das im Hof stehende Fabrikgebäude (Nr. 21a) ist viergeschossig, mit gelben und roten Ziegeln verblendet und mit sehr großen Fenstern ausgestattet. Beide Teile gehören heute dem Unionhilfswerk, das Wohnhaus wurde vorher von der Wohnungsbaugesellschaft Friedrichshain (WBF) verwaltet, das Fabrikgebäude von der Treuhandanstalt. Mithilfe der Berliner Denkmalbehörden konnte der Träger der Freien Wohlfahrtspflege beide Gebäude bis zum Jahr 2000 fachgerecht restaurieren, bereits 1997 verlegte es seinen Hauptsitz von Berlin-Dahlem in diese Gebäude. Es wurde benannt nach Ernst Lemmer (1898–1970), der 1946 ein Mitbegründer des Unionhilfswerks und später Bundesminister in verschiedenen Ministerien war.